# Yangcheon-gu
Yangcheon-gu é um gu (distrito de governo local) de Seul, a capital da Coreia do Sul. Está localizado no lado sudoeste do rio Han. No centro desse distrito fica a área de Mok-dong, onde encontram-se inúmeros estabelecimentos comerciais, bares e restaurantes, uma pista de gelo e grandes edifícios residenciais habitados em sua maioria por famílias de média e alta classes. Além disso, muitas estações de radiodifusão estão reunidas aqui, incluindo CBS e SBS.

## História
Durante a época do reino Koguryo, essa região era conhecida como 'Jechapaui-hyun', e ao longo do tempo passou por várias mudanças de nomes. Foi renomeado para 'Yangcheon' em 1310, durante a dinastia Goryeo. Foi separado do vizinho distrito de Gangseo-gu em 1988.
Yangcheon-gu inclui Mok-dong, Shinjeong-dong e Shinweol-dong. Esta área foi desenvolvida durante os anos 1980, como resultado da política do governo em construir uma nova área residencial em Seul; grandes complexos de apartamentos foram construídos. Atualmente, Yangcheon-gu é o lar de famílias na maior parte de média e alta classes, e é considerado um dos melhores distritos de Seul para viver. Yangcheon está localizado a leste do Aeroporto Internacional de Gimpo.

## Divisões administrativas
- Mok-dong (목동 木洞) 1, 2, 3, 4, 5
- Sinjeong-dong (신정동 新亭洞) 1, 2, 3, 4, 5, 6, 7
- Sinwol-dong (신월동 新月洞) 1, 2, 3, 4, 5, 6, 7

## Símbolos
- Árvore: Caqui
- Flor: Girassol
- Pássaro: Faisão

## Pontos de interesse
O Estádio Mokdong abriu para os Jogos Olímpicos de Verão de 1988. Desde 2008, o estádio tem sido usado para jogos de beisebol amadores e jogos profissionais do Nexen Heroes, uma equipe recriada naquele ano, formada por jogadores do antigo Hyundai Unicorns.
Em Mok-dong estão localizadas as Hyperion Towers, um grupo de três edifícios concluídos em 2003, que se destacam na paisagem. A torre A possui 69 andares e 256 metros de altura, tornando-a o segundo mais alto arranha-céu de Seul e um dos edifícios residenciais mais altos do mundo. No térreo dessas torres situa-se uma grande loja de departamentos da Hyundai.
O distrito também possui vários parques, a saber: Mokma, Paris, Omok, Yangcheon, Sintry e Olsolgil.